# شهرک کارگیلیک
شهرک کارگیلیک (به لاتین: Kargilik Town) یک منطقهٔ مسکونی در چین است که در شهرستان کارگیلیک واقع شده‌است. شهرک کارگیلیک ۳۷٫۵ کیلومتر مربع مساحت و ۷۵٬۷۳۰ نفر جمعیت دارد.